# Enikő
Az  Enikő női nevet Vörösmarty Mihály alkotta meg az ősi Enéh (ünő) névből a -kő kicsinyítőképzővel.

## Rokon nevek
Enéh, Ené, Enese, Enet

## Gyakorisága
Az 1990-es években igen gyakori név, a 2000-es években a 32-45. leggyakoribb női név.

## Névnapok
- szeptember 15.[2]

## Híres Enikők
- Ács Enikő magyar énekesnő, dalszerző
- Bollobás Enikő irodalomtörténész
- Börcsök Enikő magyar színésznő
- Détár Enikő színésznő
- Dobó Enikő színésznő
- Eszenyi Enikő színésznő
- Gábor Enikő képzőművész
- Győri Enikő magyar közgazdász, politikus
- Kosztolányi Enikő írónő, Kosztolányi Dezső leszármazottja
- Lóránt Enikő színésznő, musicalszínésznő
- Mihalik Enikő topmodell
- Muri Enikő énekesnő, musicalszínésznő
- Nagy Enikő színésznő
- Nyomtató Enikő színésznő
- Tóth Enikő színésznő
- Tóth Enikő válogatott labdarúgó
- Somorjai Enikő magyar balettművész
- Sütő Enikő topmodell
- Szöllőssy Enikő magyar szobrász
- Smitnya Enikő  költő, író[5][6] [7][8]